# カミオカンデ

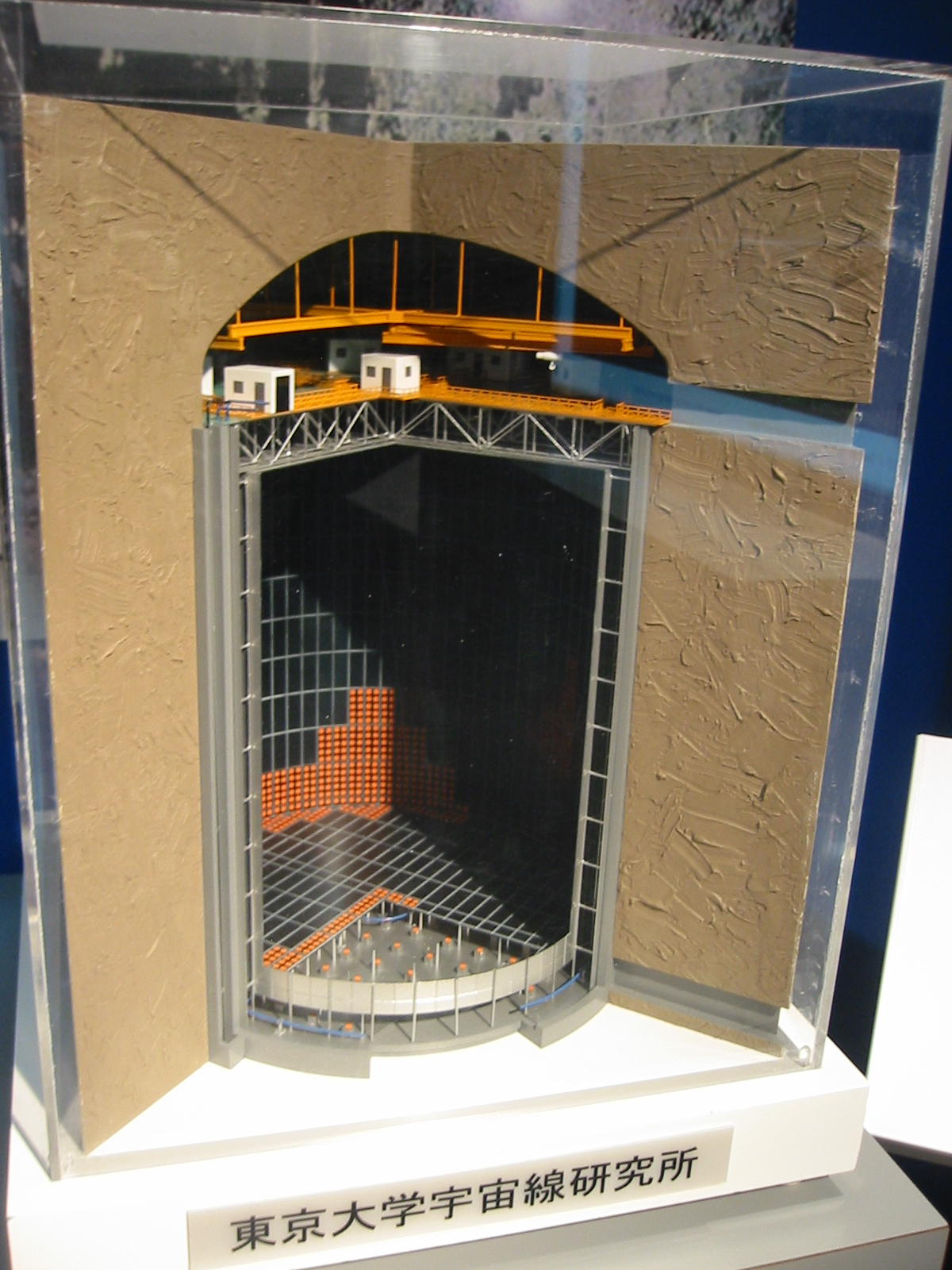
カミオカンデ模型

カミオカンデ（KAMIOKANDE）は、陽子崩壊ならびにニュートリノを観測するために、岐阜県神岡鉱山地下1000mに存在した観測装置。KAMIOKANDEという名称はKamioka Nucleon Decay Experiment（神岡核子崩壊実験）に由来し、2015年ノーベル物理学賞受賞者の梶田隆章によれば「東大(理)が光電子増倍管とエレクトロニクスを担当、高エネルギー物理学研究所（現・高エネルギー加速器研究機構）がタンクと純水装置を担当、東京大学宇宙線研究所が空洞掘削を担当」など、分担して建設された。
1996年にスーパーカミオカンデが稼動したことによりその役目を終えた。跡地にはカムランドが建設され、2002年1月23日より稼動を始めている。

## 概要
カミオカンデは、大統一理論の予言する陽子崩壊を実証するため1983年に完成した。
カミオカンデは3000トンの超純水を蓄えたタンクと、その壁面に設置した1000本の光電子増倍管からなる。ここで使用された光電子増倍管は研究グループと浜松ホトニクスが新規に共同開発した口径20インチのものである（一般に広く使われるのは口径2インチ型）。ガラスバルブには耐水性が高いHARIOの耐熱ガラス「ハリオ32」が使用された。
カミオカンデが地下に設けられたのは、陽子崩壊時に放出されるニュートリノ以外の粒子の影響を避けるためである。ニュートリノはものを貫通する能力が高く、他の物質と反応することなく簡単に地球を抜けていってしまう。しかし、まれに他の物質と衝突することがある。カミオカンデは、このまれに起こる衝突を検出することで間接的に陽子崩壊を実証することを目的とした。
カミオカンデはニュートリノの衝突を検出するため、超純水をつかう。カミオカンデの内部には超純水がためられており、ニュートリノが水の中の電子に衝突したあとに、高速で移動する電子より放出されるチェレンコフ光は青白く発光し、壁面に備え付けられた光電子増倍管で検出する。チェレンコフ光を検出した光電子増倍管がわかると、計算によりどの方角からきたニュートリノによる反応かがわかる仕組みになっている。
1987年2月23日、カミオカンデはこの仕組みによって、大マゼラン星雲でおきた超新星爆発 (SN 1987A) で生じたニュートリノを偶発的に世界で初めて検出した。この功績により、2002年小柴昌俊は、ノーベル物理学賞を受賞した。
その後も、太陽ニュートリノやニュートリノ振動の検出、レプトンフレーバーの保存の破れの研究に活用された。

## 当初の目的
前述したとおりカミオカンデ建設の当初の目的は、大統一理論の候補の多くが予想する陽子崩壊を観測することであった。中でも最もシンプルで有力であったSU(5)理論が正しければ、少なくとも年に数回の陽子崩壊検出が可能なように、さらには外国でも同様の実験が行われていたが、複数予想される崩壊形式の分岐比も測定可能なように設計された。
予想される崩壊の中で主なものは、陽電子とパイ中間子（π0）への崩壊で、π0はすぐに2つの光子に崩壊し、光子はさらに電子等を散乱したりする。これらの陽電子や電子等の発するチェレンコフ光を観測することにより、陽子崩壊を検出しようとしたのである。
SU(5)理論では陽子の寿命は1030から1032年と予測されていたが、陽子崩壊は観測されず、陽子の寿命は1034年以上であることが分った。これによりSU(5)理論は否定され、大統一理論に修正を迫ることになった。
修正理論でも寿命は長くなるものの陽子崩壊が予想されているが、実験を受け継いだスーパーカミオカンデにおいて2018年現在でも陽子崩壊は観測されておらず、陽子の寿命は少なくとも1.6×1034年以上であるとみられている。

## 関連記事
- 小柴昌俊 - 装置設計を指導・監督。
- ニュートリノ天文学
- 浜松ホトニクス
- カムランド
- スーパーカミオカンデ
- ハイパーカミオカンデ
- ニュートリノ検出器